# Hindenburgbau

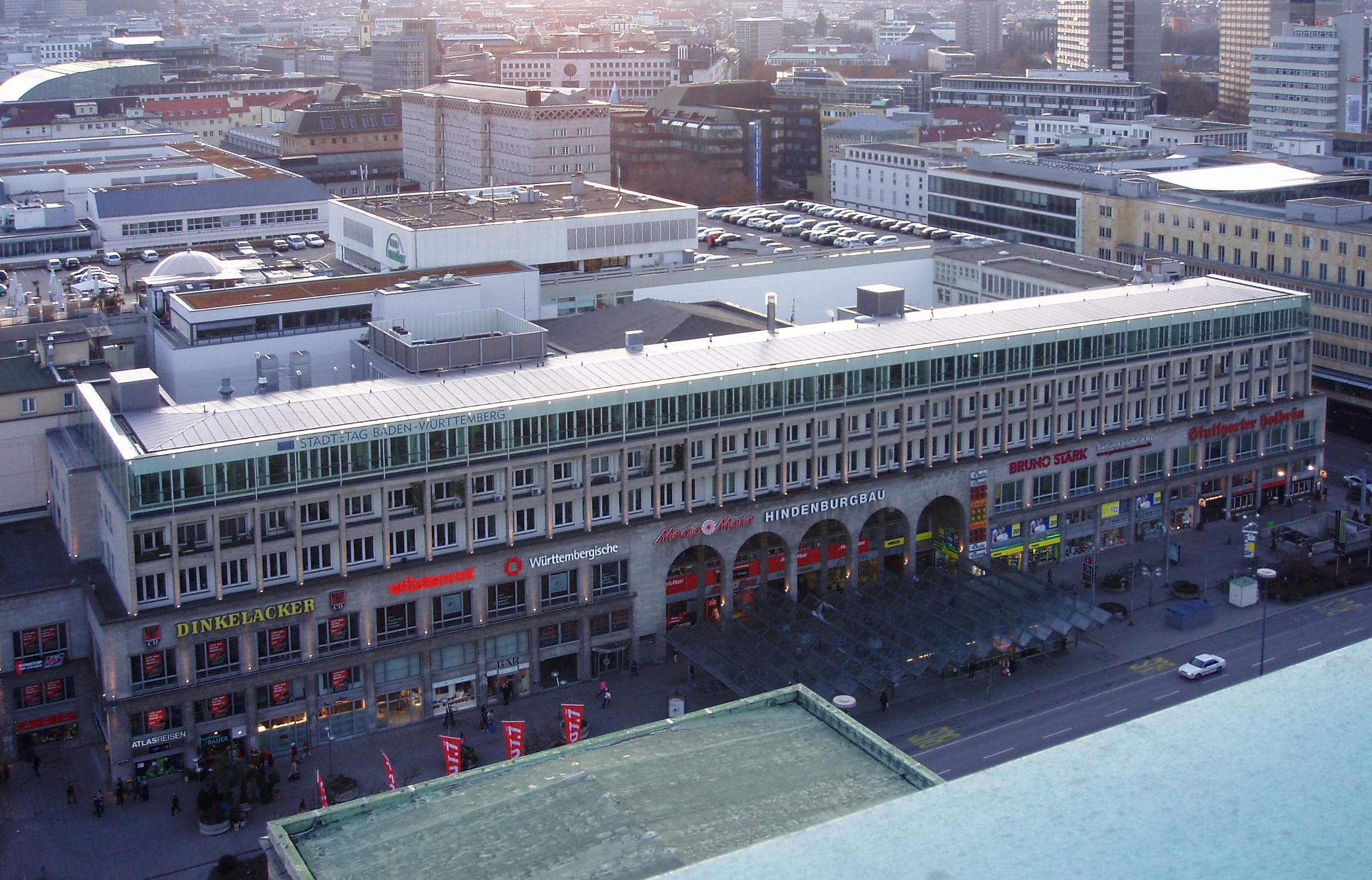
Der Hindenburgbau im Januar 2008

Der ehemalige Hindenburgbau ist ein unter Denkmalschutz stehendes Büro- und Geschäftshaus in der Stuttgarter Innenstadt. Seit 1. Januar 2016 gehört das Gebäude der  Zentrum 01 GmbH, vorheriger Eigentümer war die LBBW (Landesbank Baden-Württemberg) Immobilien. Im November 2010 wurde der Namenszug vom Gebäude entfernt.

## Zwischenkriegszeit

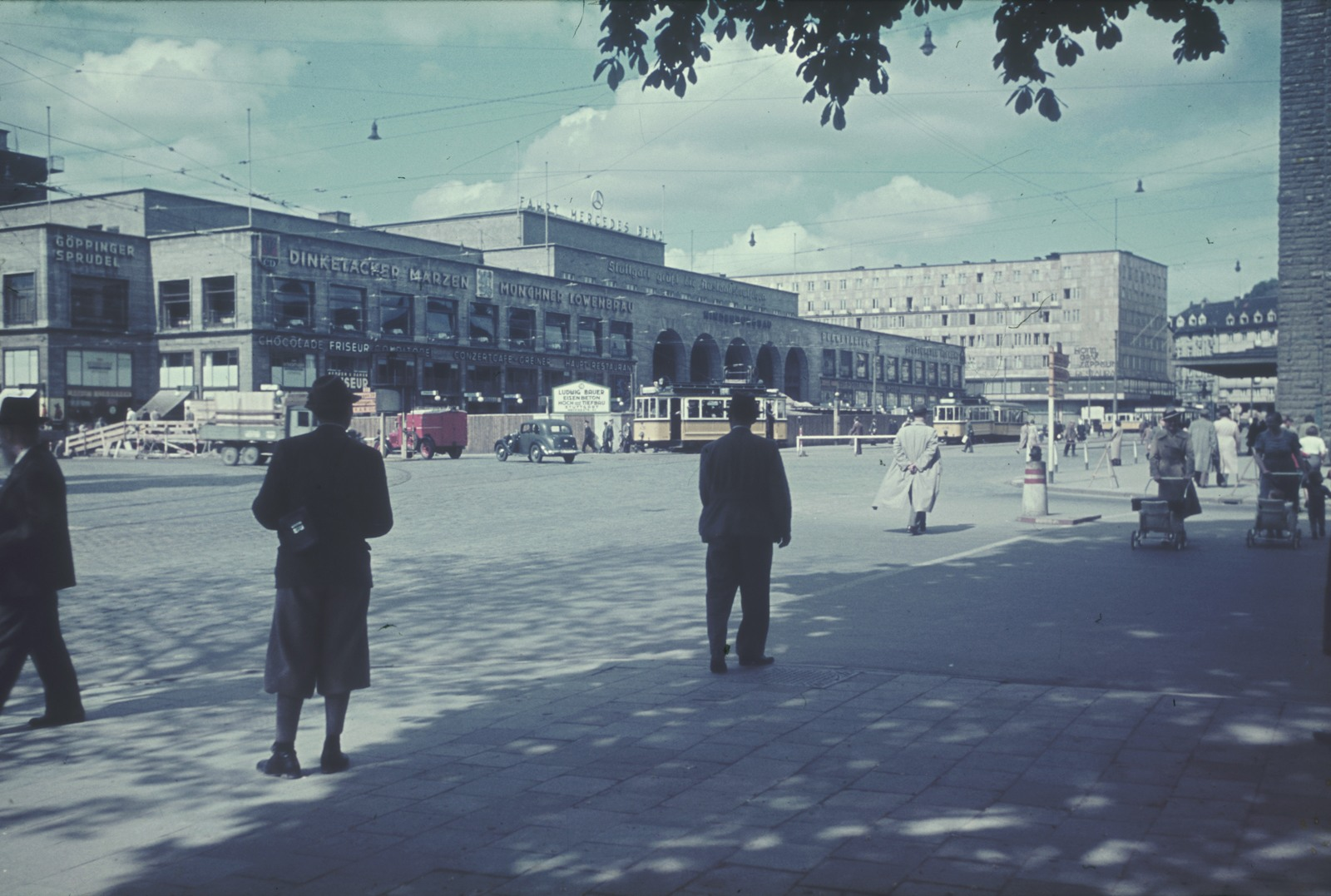
Hindenburgbau, ca. 1937–1939 (Foto von Franz Grasser)

Das Bauwerk gegenüber dem Stuttgarter Hauptbahnhof wurde in den 1920er-Jahren von Paul Schmohl, Georg Stähelin, Albert Eitel und Richard Bielenberg geplant und sollte 136 Meter lang und sieben Stockwerke hoch werden. Damit wäre ein Gegengewicht zu Paul Bonatz’ Bahnhofshalle geschaffen worden.
Doch in den Jahren 1926 bis 1928 wurden nur drei Geschosse gebaut, auf deren Dach in einer quaderförmigen Kuppel das städtische Planetarium untergebracht wurde. Die Statik des Bauwerks war jedoch schon damals für weitere Geschosse ausgelegt. Am 29. Februar 1928 war der Bau bezugsfertig.

## Umgestaltung nach dem Zweiten Weltkrieg
Nachdem der Hindenburgbau im Zweiten Weltkrieg teilweise zerstört worden war, wurde er ab 1948/1949 nach Plänen von Hans Paul Schmohl wieder aufgebaut. Diese Version des Gebäudes erhielt fünf Stockwerke, wobei die oberen Geschosse gegenüber den unteren zurücktreten und insgesamt als typische Vertreter ihrer Zeit leichter und geradliniger wirken als der ältere Teil des Gebäudes.

## Umgestaltung 2005/06
Im Jahr 2005 wurde mit einem weiteren Umbau und einer zweiten Aufstockung nach Plänen des Stuttgarter Architekturbüros Sorg und Frosch begonnen. Eine sechste Etage, die sich nach Weisung der Denkmalschutzbehörde wiederum deutlich von den älteren Gebäudeteilen abheben sollte, andererseits aber an die Linienführung der bisherigen oberen beiden Etagen anschließt, wurde auf den Hindenburgbau aufgesetzt. Hauptelemente der Gestaltung der Doppelfassade, die zum Arnulf-Klett-Platz, zur Königstraße und zur Lautenschlagerstraße hin ausgerichtet ist, sind Stahl und Glas. Die begehbare Galerie zwischen Außen- und Innenfassade ermöglicht einen Panoramablick auf die Stuttgarter Innenstadt. Etwa 800 der insgesamt 1765 m² dieser neuen Etage mietete der Baden-Württembergische Städtetag an.

## Kritik an der Namensgebung
Am 4. Mai 2009 beantragten der Stadtrat Hannes Rockenbauch (SÖS) und die Stadträtin Ulricke Küstler (DIE LINKE) die Umbenennung des Hindenburgbaus. Begründet wurde dies damit, dass Hindenburg „Symbolfigur der Feinde der Demokratie und der Weimarer Republik“ gewesen sei und „Hitler den Weg geebnet“ habe. Als neuer Name wurde „Carl-von-Ossietzky-Bau“ oder eine Benennung nach Willi Bleicher bzw. Clara Zetkin vorgeschlagen. Vor dem Hintergrund, dass der Stuttgarter Gemeinderat im Sommer 2010 die im Jahr 1933 verliehene Ehrenbürgerwürde an Paul von Hindenburg förmlich aberkannte, zog die Eigentümerin des Gebäudes im November 2010 auch die Namensbezeichnung offiziell zurück und der Schriftzug an der Fassade wurde entfernt. Eine Umbenennung steht derzeit noch aus.

## Stephanstraße
Die Stephanstraße in Stuttgart verbindet den Hauptbahnhof mit dem Königsbau und verläuft parallel zur Königstraße. Sie beginnt als Fußgänger-Passage in der Mitte des Hindenburgbaus und ist an dieser Stelle auch schon so ausgeschildert. Im Bereich des Postquartiers, auf der Rückseite der ehemaligen Oberpostdirektion, ist sie zuerst nur für den Anlieferverkehr, dann als Nebenstraße (Parkplätze/Parkhäuser) für den motorisierten Verkehr nutzbar.

## Veräußerung
Ende 2015 wurde der Gebäudekomplex für 101 Mio. Euro an die Zentrum 01 GmbH verkauft, deren Geschäftsführer Ferdinand Piëch (Sohn des gleichnamigen, ehemaligen VW-Aufsichtsratsvorsitzenden Ferdinand Piëch) ist.